# Giovanni Doria
Giovanni Doria, italijanski rimskokatoliški duhovnik, škof in kardinal, * 24. marec 1573, Genova, † 19. november 1642, Palermo.

## Življenje
9. junija 1604 je bil povzdignjen v kardinala.
5. decembra 1605 je bil imenovan za kardinal-diakona S. Adriano al Foro.
4. februarja 1608 je bil imenovan za soupraviteljskega nadškofa Palerma in naslovnega nadškofa Thessalonica; 4. maja 1608 je prejel škofovsko posvečenje. 5. julija 1608 je postal polni nadškof Palerma.
2. oktobra 1623 je bil imenovan za kardinal-duhovnika S. Pietro in Montorio.